# Åtgärdsprogram för hotade arter
Åtgärdsprogrammen för hotade arter (ÅGP) är en del i arbetet med de av riksdagen uppsatta miljökvalitetsmålen. Arbetet med ÅGP har varit "en väsentlig del av naturvården i Sverige" sedan början av 2000-talet.
Många av åtgärdsprogrammen har pågått under lång tid. De tas fram för de arter eller livsmiljöer som löper risk att utrotas eller försvinna. De flesta, men inte alla, av arterna finns upptagna på ArtDatabankens rödlista över hotade arter i kategorierna Akut hotad, Starkt hotad och Sårbar. Arbetet drivs av Naturvårdsverket och Havs- och vattenmyndigheten i samarbete med SLU Artdatabanken. Länsstyrelserna har i uppdrag att genomföra programmen.
I åtgärdsprogrammet för en art beskrivs arten, dess livsmiljö, hot mot arten och vilka åtgärder som är aktuella för att bevara arten. Flodpärlmussla, Mnemosynefjärilen och fisken asp är några arter för vilka åtgärdsprogram har tagits, eller kommer att tas fram.

## Historia
Enligt uppgifter hämtade 2008 var cirka 2 000 arter under hot om utrotning. För 500 av dessa skulle åtgärdsprogram tas fram till  2010. År 2023 var fortfarande omkring 2 000 arter hotade. Program togs fram för "ett urval av hotade arter, naturtyper eller miljöer vilka i sig är en förutsättning för bevarandet av flera andra hotade arter", totalt 300 arter. Samma år fanns 132 åtgärdsprogram.

## Resultat
Ett exempel på lyckat resultat är åtgärdsprogrammet för lövgroda. Efter att märgelgravar, dammar och andra småvatten i Skåne restaurerats har antalet hannar ökat från 2 500 stycken 1989 till 10 000 stycken 2023. Dessutom har antalet platser som de lever på ökat från 180 till 800 under samma period. Detta har inneburit att de gått från  nära hotad (NT) i rödlistan till livskraftig (LC).